# Flaga obwodu swierdłowskiego
Flaga obwodu swierdłowskiego (NHR:1851) zatwierdzona 12 kwietnia 2005 to prostokątny materiał w proporcjach (szerokość do długości) - 2:3 składający się z czterech horyzontalnych pasów, poczynając od góry: biały, niebieski, biały, zielony. Proporcje szerokości poszczególnych pasów do wysokości materiału: 7/20, 9/20 1/20 3/20. 
Flaga obowiązująca w latach 1997–2005 różniła się od obecnej tym, że kolor niebieskiego pasa był dookreślony jako lazurowy i zawierała w sobie herb obwodu swierdłowskiego. W ustawie dopuszczono także do użycia wersję bez herbu. 

wariant flagi (1997-2005) bez herbu
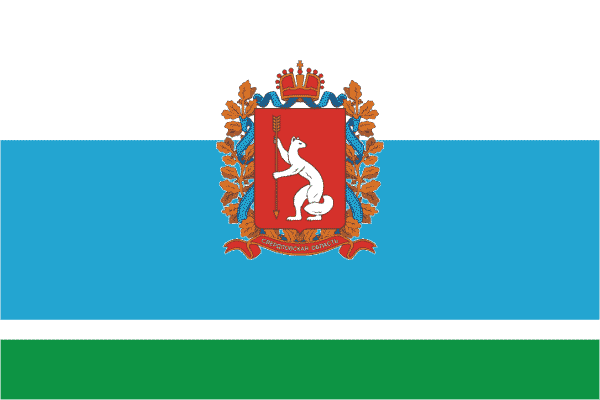
wariant flagi (1997-2005) z herbem